# 達科他嶺 (科羅拉多州)
達科他嶺（英語：Dakota Ridge）是位於美國科羅拉多州傑佛遜縣的一個人口普查指定地區。

## 地理
達科他嶺的座標為39°37′07″N 105°08′06″W / 39.61861°N 105.13500°W，而該地最高點為海拔高度1760米（即5780英尺）。

## 人口
根據2010年美國人口普查的數據，達科他嶺的面積為24.80平方千米，當中陸地面積為24.00平方千米，而水域面積為0.80平方千米。當地共有人口32005人，而人口密度為每平方千米1,290人。